# Josh Prince
Joshua Cole Prince (né le 26 janvier 1988 à Lake Charles, Louisiane, États-Unis) est un joueur professionnel de baseball. Surtout joueur de ligues mineures, il joue 8 matchs en 2013 pour les Brewers de Milwaukee de la Ligue majeure de baseball. Ce joueur d'utilité évolue tant au champ intérieur qu'au champ extérieur.

## Carrière
Joueur à l'Université Tulane, Josh Prince est un choix de troisième ronde des Brewers de Milwaukee en 2009.
Jouant quatre ans en ligues mineures avant de faire son entrée dans les majeures, Prince évolue principalement aux positions d'arrêt-court et de voltigeur de centre. Au début de la saison 2013, il gradue au niveau AAA des ligues mineures. Une blessure au joueur de troisième but des Brewers Aramis Ramírez incite le club à rappeler Prince et à lui donner sa première chance. Ce dernier fait donc ses débuts dans le baseball majeur le 6 avril 2013 mais au champ gauche. Le lendemain, il est placé au troisième but et réussit son premier coup sûr dans les majeures, un double aux dépens du lanceur J. J. Putz des Diamondbacks de l'Arizona. Il réussit un coup sûr et marque 3 points en 9 matchs des Brewers en 2013 avant de passer l'année suivante en ligues mineures avec un club-école de la franchise.